# Jóhannes Már Marteinsson
Jóhannes Már Marteinsson, född 10 december 1974, är en isländsk friidrottare som tävlade i kortdistanslöpning. Marteinsson har vunnit åtskilliga isländska mästerskap på 100 och 200 meter och är isländsk rekordhållare på 50 meter inomhus och, tillsammans med Ólafur Guðmundsson, Jón A. Magnússon och Hörður Gunnarsson, på 4 × 100 meter.

## Personliga rekord
| Gren            | Resultat | Datum           | Plats     | Kommentar                                 |
| --------------- | -------- | --------------- | --------- | ----------------------------------------- |
| 100 m           | 10,54    | 15 maj 1998     | Borgarnes |                                           |
| 200 m           | 21,63    | 25 maj 1997     | Kópavogur |                                           |
| 50 m (inomhus)  | 5,93     | 24 januari 1999 | Reykjavik | Gällande isländskt rekord (november 2009) |
| 60 m (inomhus)  | 6,91     | 1 mars 1997     | Malmö     |                                           |
| 200 m (inomhus) | 23,03    | 1 mars 1997     | Malmö     |                                           |